# Alto de las Juntas
Alto de las Juntas es una localidad de la provincia argentina de Catamarca, dentro del Departamento Andalgalá. Se encuentra sobre la Ruta Nacional 65 (Argentina)(También llamada Ruta Provincial 48).

## Población
Forma parte del aglomerado de la localidad de El Lindero, el mismo cuenta con 741 habitantes (Indec, 2010) junto con Aconquija y La Mesada.
- Datos: Q4736833